# Сторожевые корабли проекта 29
Сторожевые корабли проекта 29 типа «Ястреб» — сторожевые корабли военно-морского флота СССР, которые начали строиться ещё до Второй мировой войны, но были приняты во флот (кроме головного) только после её окончания.

## История

### Разработка проекта
За два года до начала Второй мировой войны был разработан проект сторожевого корабля «Ястреб». Главный конструктор проекта — Я. А. Копержинский. К июню 1941 года были заложены 14 подобных кораблей, но достроить до окончания Великой Отечественной войны удалось достроить только один, ещё пять достраивались по новому проекту 29К. На подобных кораблях было усилено зенитное вооружение, установлены РЛС и ГАС (позднее был аналогично обновлён и головной корабль «Ястреб»). Тем не менее, к моменту ввода в строй все сторожевые корабли этого типа уже заметно устарели.

### Программа строительства
Суда строились с 1939 года на трёх заводах: завод № 190 имени А. А. Жданова в Ленинграде (заложено 8 корпусов), завод № 198 имени А.Марти в Николаеве (заложено 4 корпуса) и завод № 199 в Комсомольске-на-Амуре (заложено 2 корпуса). Головной корабль вступил в строй 23 февраля 1945 года, ещё 5 кораблей были достроены по проекту 29К в 1945—1951 годах. После войны был списан корабль «Бдительный» («Изумруд») в недостроенном состоянии, ещё три единицы «Беркут», «Сокол» и «Гриф» прекратили строить в 1941 году. Четыре недостроенных корабля в августе 1941 года в Николаеве были захвачены немцами и позднее разделаны на металл. Строительство кораблей «Кондор» (з/н 563), «Кугуар» (з/н 369), «Пантера» (з/н 370), «Фрегат» (з/н 6) и «Орлан» (з/н 9) было прекращено с началом Великой Отечественной войны.

## Представители
| Заводской номер | Название            | Судостроительный завод | Заложен               | Спущен на воду       | Вступил в строй       | Судьба                                                           |
| 530             | Ястреб              | № 190                  | 16 мая 1939 года      | 2 июня 1942 года     | 23 февраля 1945 года  | БФ Исключён из списков в 1959 году.                              |
| 534             | Орёл                | № 190                  | 28 мая 1939 года      | 12 февраля 1941 года | 21 декабря 1950 года  | БФ В 1964 году сдан на слом.                                     |
| 535             | Коршун              | № 190                  | 25 октября 1939 года  | 28 мая 1941 года     | 21 января 1951 года   | БФ В 1964 году сдан на слом.                                     |
| 536             | Зоркий, Алмаз       | № 190                  | 23 мая 1940 года      | 31 октября 1940 года | 30 января 1950 года   | БФ В 1976 году сдан на слом.                                     |
| 537             | Бдительный, Изумруд | № 190                  | 23 мая 1940 года      |                      |                       | Разобран на стапеле.                                             |
| 553             | Беркут              | № 190                  | 25 сентября 1940 года |                      |                       | Разобран на стапеле.                                             |
| 554             | Сокол               | № 190                  | 25 сентября 1940 года |                      |                       | Разобран на стапеле.                                             |
| 555             | Гриф                | № 190                  | 25 сентября 1940 года |                      |                       | Разобран на стапеле.                                             |
| 563             | Кондор              | № 190                  |                       |                      |                       | Не закладывался.                                                 |
| 365             | Тигр                | № 198                  | 6 июня 1941 года      |                      |                       | 15 августа 1941 года захвачен немцами, позже разобран на металл. |
| 366             | Леопард             | № 198                  | 6 июня 1941 года      |                      |                       | 15 августа 1941 года захвачен немцами, позже разобран на металл. |
| 367             | Рысь                | № 198                  | 6 июня 1941 года      |                      |                       | 15 августа 1941 года захвачен немцами, позже разобран на металл. |
| 368             | Ягуар               | № 198                  | 6 июня 1941 года      |                      |                       | 15 августа 1941 года захвачен немцами, позже разобран на металл. |
| 369             | Кугуар              | № 198                  |                       |                      |                       | Не закладывался.                                                 |
| 370             | Пантера             | № 198                  |                       |                      |                       | Не закладывался.                                                 |
|                 | Альбатрос           | № 199                  | 4 декабря 1939 года   | 2 июня 1944 года     | 29 сентября 1945 года | ТОФ В 1961 году сдан на слом.                                    |
| 1               | Буревестник         | № 199                  | 4 декабря 1939 года   | 27 июля 1946 года    | 15 июля 1947 года     | ТОФ В 1958 году сдан на слом.                                    |
| 6               | Фрегат              | № 199                  |                       |                      |                       | Не закладывался.                                                 |
| 9               | Орлан               | № 199                  |                       |                      |                       | Не закладывался.                                                 |

Корабли с з/н 534,535 и 536 достраивались на судостроительном заводе № 820 в Калининграде(«Янтарь»)